# Anca Miruna Lăzărescu

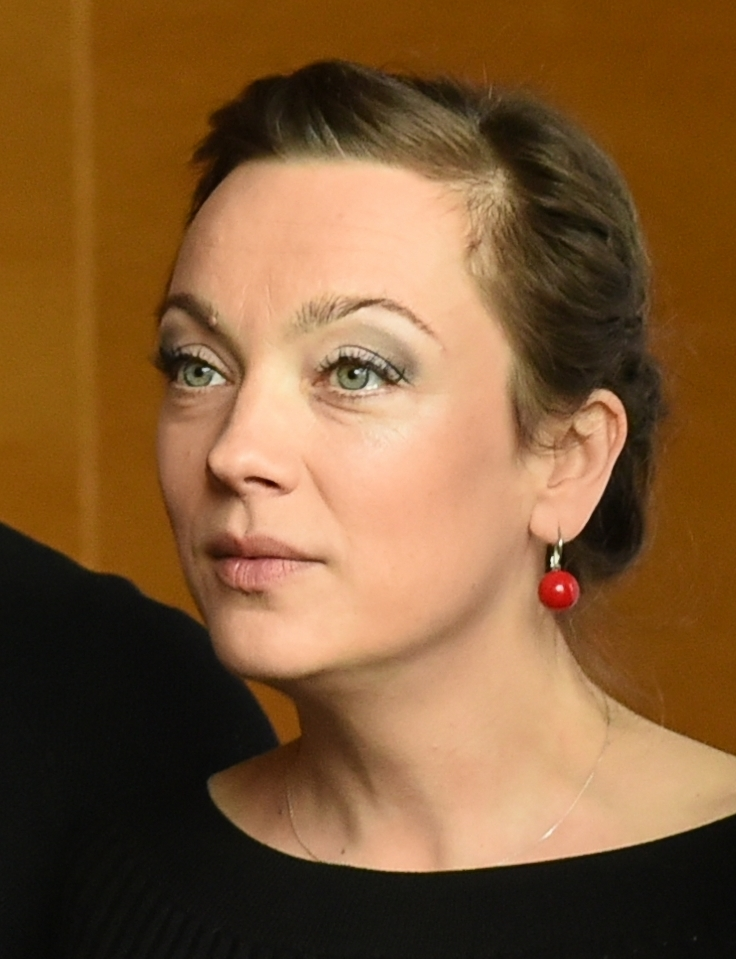
Anca Miruna Lăzărescu (Grimmepreis 2019)

Anca Miruna Lăzărescu (* 25. März 1979 in Timișoara) ist eine deutsch-rumänische Regisseurin, Drehbuchautorin und Grimme-Preisträgerin. Sie schrieb und inszenierte preisgekrönte Spielfilme und führte außerdem unter anderem bei der Netflix-Serie Wir sind die Welle und der dritten Staffel der US-amerikanischen Amazon-Prime-Serie Hanna Regie.

## Werdegang
Lăzărescu studierte Filmregie an der Hochschule für Fernsehen und Film München und nahm an internationalen Drehbuch-Workshops teil. Während ihres Studiums drehte sie Dokumentarfilme, Kurzfilme und Werbespots. Mit dem Dokumentarfilm Das Geheimnis von Deva (2007) gewann sie mehrere Auszeichnungen, unter anderem den Preis für den besten deutschen Nachwuchsfilm beim Sehsüchte International Student Film Festival in Potsdam.
2011 schloss sie die Ausbildung an der HFF mit Diplom ab. Ihr Abschlussfilm Silent River feierte seine Welturaufführung auf der Berlinale 2011, wurde für den Europäischen Filmpreis 2011 als bester Kurzfilm nominiert, weltweit auf über 300 Festivals gezeigt und mit 82 internationalen Preisen ausgezeichnet.
Lăzărescus Langfilmdebüt Die Reise mit Vater, ein historisches Roadmovie angesiedelt im Jahr 1968, hatte seine Premiere beim Internationalen Filmfestival Moskau und gleichzeitig beim Münchner Filmfest 2016. Dort erhielt der Film den Spezialpreis des Förderpreises Neues Deutsches Kino; außerdem wurde er mit dem Bayerischen Filmpreis als beste Nachwuchsproduktion 2017 ausgezeichnet. Lăzărescu wurde dafür beim Deutschen Regiepreis Metropolis für die beste Nachwuchsregie nominiert. Die Süddeutsche Zeitung urteilte über den Film, Lăzărescu erzähle „mit viel Witz und Herzenswärme eine todtraurige Geschichte, die ganz nah an ihrer eigenen ist.“
Ihr nächster Spielfilm, Glück ist was für Weicheier, eröffnete die Internationalen Hofer Filmtage 2018 und wurde für den Deutschen Filmpreis 2019 nominiert. Anlässlich der Premiere in Hof bezeichnete Die Welt Lăzărescu als „große Hoffnung des deutschen Kinos.“
2018 inszenierte Lăzărescu für HBO und TNT die Miniserie Hackerville, die 2019 mit dem Grimme-Preis ausgezeichnet wurde. Der Spiegel schrieb in einer Rezension, Hackerville zeige „beispielhaft, wie modernes europäisches Serienfernsehen auf einem boomenden Fernsehmarkt aussehen kann“, während die Frankfurter Allgemeine Zeitung die Serie als „sehr stimmig“ bezeichnete: „Das Zusammenspiel vor der Kamera wirkt leicht, die Figuren erscheinen in sich schlüssig.“
2019 fungierte Lăzărescu bei der Serie Wir sind die Welle als Leadregisseurin. Die Netflix-Originalserie, die von Christian Becker und Dennis Gansel produziert wird, startete weltweit am 1. November 2019. Dafür wurde Lăzărescu erneut für einen Grimme-Preis nominiert.
2019 wurde sie Jurypräsidentin des Internationalen Festivals der Filmhochschulen München, der Nachwuchsausgabe des Münchner Filmfests. Neben ihren Tätigkeiten als Regisseurin und Drehbuchautorin unterrichtet sie auch als Dozentin an verschiedenen deutschsprachigen Filmhochschulen, unter anderem der Hochschule für Fernsehen und Film München.
Anfang 2020 wurde Lăzărescu von der Branchenzeitschrift Screen International zu den acht vielversprechendsten deutschen Filmemacherinnen und Filmemachern gewählt. Im selben Jahr schrieb Der Spiegel, seit ihrer Serie Wir sind die Welle gelte Lăzărescu „als Kandidatin für große, internationale Stoffe.“
2021 führte sie Regie beim Finale der dritten Staffel der erfolgreichen US-amerikanischen Amazon-Prime-Serie Hanna und arbeitete mit US-Stars wie Ray Liotta, Dermot Mulroney und Mireille Enos zusammen.
Für die an Weihnachten 2023 erscheinende Serie Davos 1917 zeichnete sie sich für alle Folgen als Regisseurin verantwortlich. Die schweizerische, deutsche Koproduktion in Zusammenarbeit mit der ARD ist die budgetär bislang größte Schweizer Serie der Geschichte.
Außerdem fungierte Lazarescu 2023 als Leadregisseurin für das erste rumänische Netflix-Original Subteran. Hierbei arbeitete sie wie bei ihrem einstigen Kurzfilm-Debüt Bucuresti-Berlin mit der bekannten rumänischen Schauspielerin Ana Ularu zusammen.
Lăzărescu ist Mitglied der Deutschen, Rumänischen und Europäischen Filmakademie.

## Leben
Anca Miruna Lăzărescu kam 1990 mit ihren Eltern nach Deutschland und wuchs in Bad Pyrmont auf. Heute lebt sie mit ihrer Familie bei München.

## Filmografie
- 2004: D!ve (Dokumentarfilm)
- 2005: Bucuresti-Berlin (Kurzfilm)
- 2005: Fremde Kinder (TV-Dokumentarfilm)
- 2007: The Secret of Deva (Dokumentarfilm)
- 2009: Breathless: Dominance of the Moment (Einer von vier Kurzfilmen: „Es wird einmal gewesen sein“)
- 2009: Es wird einmal gewesen sein (Dokumentar-Kurzfilm)
- 2011: Silent River (Kurzfilm)
- 2016: Die Reise mit Vater
- 2018: Glück ist was für Weicheier
- 2018: Hackerville
- 2019: Wir sind die Welle (Netflix-Serie); Folge 1: Do you know that feeling?, Folge 2: What’s wrong with you? und Folge 5: The 99%[35]
- 2021: Endlich Witwer – Forever Young
- 2021: Hanna (Amazon-Prime Serie)
- 2022: Herzogpark (Episode 6)[36]
- 2023: Davos 1917 (TV-Serie)
- 2023: Subteran (Netflix-Serie)

## Auszeichnungen (Auswahl)
- 2020: Grimme-Preis-Nominierung für Wir sind die Welle
- 2019: Grimmepreis für Hackerville
- 2017: Deutscher Regiepreis Metropolis: Nominierung für Die Reise mit Vater
- 2012: Rumänischer Filmpreis: Bester Kurzfilm für Silent River
- 2011: Europäischer Filmpreis 2011: Bester Kurzfilm für Silent River (Nominierung)
- 2011: Internationale Filmfestspiele Berlin: Bester Kurzfilm für Silent River (Nominierung)
- 2011: Sehsüchte Filmfestival: Bester Spielfilm für Silent River